# Herpotrichia brenckleana
Herpotrichia brenckleana är en svampart som tillhör divisionen sporsäcksvampar, och som beskrevs av Franz Petrak. Herpotrichia brenckleana ingår i släktet Herpotrichia, och familjen Lophiostomataceae. Arten är reproducerande i Sverige.